# Graminella inca
Graminella inca är en insektsart som beskrevs av Kramer 1965. Graminella inca ingår i släktet Graminella och familjen dvärgstritar. Inga underarter finns listade i Catalogue of Life.